# Campanularia volubilis
Campanularia volubilis is een hydroïdpoliep uit de familie Campanulariidae. De soort werd in 1758 vermeld door Linnaeus in de tiende editie van zijn Systema naturae. 